# Sjemenjače
Sjemenjače (lat. Spermatophyta) su jedan od odjeljaka u carstvu biljaka. One tvore sjeme kao organe za razmnožavanje. To ih čini različitim od biljki koje se razmnožavaju sporama, paprati i mahovine, koje čine zasebna podcarstva unutar carstva biljki. 
Ovisno o tome je li sjeme dijelom ili potpuno skriveno u plodnici, sjemenjače se tradicionalno dijele na golosjemenjače (Gymnospermae) i kritosjemenjače (Magnoliophyta, ranije Angiospermae). Pri tome su golosjemenjače parafiletički takson, što znači da ne obuhvaća sve kasnije skupine razvijene od zadnjih zajedničkih predaka, jer se smatra vrlo vjerojatnim da su se kritosjemenjače razvile od golosjemenih biljaka.

## Obilježja
Obilježje svih sjemenjača su cvijet i sjeme. Golosjemenjače u pravilu oprašuje vjetar. Njihovi cvjetovi su često češeri. Cvjetovi kritosjemenjača imaju uglavnom kompleksnu građu, a biljke su, ovisno o načinu oprašivanja, razvile niz strategija za privlačenje "svojih" oprašivača (boja, oblik, miris cvjetova).

## Razmnožavanje
Sjemenjače prolaze smjenu generacija: smjenjuju se, kao kod paprati i mahovina, haploidna spolna (gametofit i diploidna nespolna (sporofit) generacija.
Pelud se kod golosjemenjača prenosi direktno na sjemenu podlogu. Kod kritosjemenjača pelud dospijeva prvo na njušku tučka, dakle kod "modernih" sjemenjača između oprašivanja i oplodnje koja se dogodi kad zrnce peluda stigne do plodnice na dnu tučka, prolazi određeno vrijeme. Time je sjemena podloga bolje zaštićena od samooplodnje.

## Sistematika
Klasična sistematika svrstavala je sve sjemenjače u jednu diviziju, podijeljenu na razrede:
- Dvosupnice ili Magnoliopsida Brongn. (u nju su ukjljučene i jednosupnice)
- Ginkgoopsida - jedini predstavnik ovog roda je ginko
- Cycadopsida Brongn.
- Pinopsida Burnett
- Gnetopsida Eichler ex Kirpotenko

Danas se u suvremenoj klasifikaciji koristi podjela, koja ove grupe rangira kao zasebne divizije, grupirane kako slijedi:
- Golosjemenjače (Gymnospermae)
  - Cycadophyta
  - Ginkgophyta, zastupljena na svim razinama razdiobe samo sjednom vrstom, ginko, što znači da je monogenerična
  - Četinjače (Pinophyta)
  - Gnetophyta
- Kritosjemenjače, (Magnoliophyta)

## Vanjske poveznice
|  | Zajednički poslužitelj ima još gradiva o temi Spermatophyta |
|  | Wikivrste imaju podatke o taksonu Spermatophyta             |